# Giovanni I del Congo
Giovanni I del Congo nato Nzinga-a-Nkuwu (1440 – 1509) fu il quinto ManiKongo del Regno di Kongo (Kongo-dia-Ntotila in lingua Kikongo) tra il 1470 e il 1509.
Si convertì volontariamente al cattolicesimo, fu battezzato il 3 maggio 1491 e prese il nome cristiano di Giovanni. Poco dopo abbandonò la nuova fede per una serie di motivi, uno dei quali era il requisito richiesto della monogamia da parte della Chiesa cattolica. Politicamente, il re non poteva permettersi di abbandonare la poligamia e abbracciare la monogamia, un cambiamento culturale che il re non poteva contemplare poiché il potere in Congo era elettivo, piuttosto che ereditario come in Europa. La cultura del Congo seguiva una struttura di matrilinearità, in cui il figlio maggiore del re non era automaticamente il re successivo.

## Primo regno
Il re Nzinga-a-Nkuwu fu il quinto sovrano del Congo. Era sposato con la regina Nzinga a Nlaza, una cugina di primo grado ed ebbe un figlio dal re di nome Nzinga Mbemba. In seguito lo avrebbe aiutato a diventare re del Congo dopo la morte del marito. Sotto il regno di Nzinga a Nkuwu, il Congo acquisì nuovi territori fino a raggiungere i 100.000 chilometri quadrati di superficie e aveva un governo molto centralizzato.

## Arrivo dei portoghesi
Nel 1483, una caravella portoghese capitanata da Diogo Cão raggiunse l'estuario del fiume Congo e prese contatto con i sudditi del re. Cão tornò in Portogallo portando un gruppo di emissari del Congo. All'arrivo a Lisbona, questi furono battezzati e collocati in un monastero prima di tornare dal loro re nel 1491.
Insieme agli emissari arrivarono sacerdoti portoghesi, muratori, carpentieri e soldati oltre a beni europei. Le navi ancorarono a Mpinda e dopo una breve sosta per battezzare il governatore di Soyo, zio del manikongo, il corteo proseguì verso la capitale dove furono accolti dal re e da cinque dei suoi principali nobili.

### Battesimi e successive relazioni
Il 3 maggio 1491, il re del Congo fu battezzato insieme alla sua famiglia. Inizialmente, solo il re e i suoi nobili dovevano essere convertiti, ma la regina chiese di essere battezzata. La famiglia reale prese i nomi delle loro controparti portoghesi, quindi João (Giovanni), Leonor (o Leanor in alcuni casi) e Afonso. Un migliaio di congolesi aiutarono i falegnami portoghesi a costruire una chiesa, e nel frattempo i soldati portoghesi accompagnarono il re in una campagna per difendere la provincia di Nsundi dai predoni di Bateke. Le armi da fuoco europee furono decisive nella vittoria e furono presi molti prigionieri.

## Ultimi anni
La maggior parte dei portoghesi in seguito se ne andò con schiavi e avorio lasciando dietro di sé sacerdoti e artigiani. Dopo questa luna di miele culturale, la professione di fede cattolica del re si rivelò di breve durata. Morì nel 1509 e gli succedette il figlio Afonso I tramite la regina Nzinga a Nlaza.